# Psychoda hemicorcula
Psychoda hemicorcula är en tvåvingeart som beskrevs av Quate 1959. Psychoda hemicorcula ingår i släktet Psychoda och familjen fjärilsmyggor. Inga underarter finns listade i Catalogue of Life.